# Coronella
A Coronella a hüllők (Reptilia) osztályának pikkelyes hüllők (Squamata) rendjébe, ezen belül a siklófélék (Colubridae) családjába tartozó nem.

## Rendszerezésük
A nemet Albert Günther angol zoológus írta le 1858-ban,  az alábbi 3 faj tartozik ide:
- közönséges rézsikló (Coronella austriaca) Laurenti, 1768
- indiai rézsikló (Coronella brachyura)  (Günther, 1866)
- ibériai rézsikló (Coronella girondica) (Daudin, 1803)